# Wijtze Reinder van der Meer
Wytze Reinder van der Meer (Marum, 4 maart 1892 – Groningen, 8 augustus 1968) was een Nederlands politicus van de PvdA.
Hij werd geboren als zoon van Wytze Jurjen van der Meer (1853-1934; koopman) en Mintje Reindersma (1854-1937). Hij vestigde zich in 1921 als huisarts in Ten Boer. Begin 1947 werd Van der Meer daar benoemd tot burgemeester. Hij zou die functie blijven vervullen tot zijn pensionering in 1957. Daarna verhuisde hij naar de stad Groningen waar hij in 1968 op 76-jarige leeftijd overleed.